# Szpital Mount Carmel na Malcie
Szpital Our Lady of Mount Carmel, powszechnie skracany do Szpital Mount Carmel (ang. Mount Carmel Hospital,  malt. Sptar Monte Karmeli) – szpital zdrowia psychicznego znajdujący się w Attard na Malcie. Oferuje zarówno usługi stacjonarne, jak i ambulatoryjne. Opieka stacjonarna obejmuje opiekę doraźną, rehabilitację i długoterminowy pobyt. Obejmuje opiekę medyczną oraz opiekę nad osobami starszymi, dziećmi i młodzieżą i osobami z niepełnosprawnością intelektualną oraz oddział sądowo-więzienny. W szpitalu Mount Carmel pacjenci z problemami ze zdrowiem psychicznym otrzymują pomoc i wsparcie w zakresie ich sieci społecznej. Szpital ma wiele oddziałów, w których zachowane są środki bezpieczeństwa, a pacjenci potrzebują specjalnego pozwolenia, aby wyjść z oddziału na dziedziniec. Oddział przyjęć, oddział nr 1 i oddział nr 7 składają się ze wspólnych sypialni, kuchni i palarni. W oddziałach Wielozadaniowym, Izolacyjnym i Maksymalnego Bezpieczeństwa pacjentowi wydaje się nierozdzieralne ubrania i przetrzymuje się ich w odosobnieniu do 17 godzin dziennie. W małych pokojach znajduje się jedynie materac na podłodze i toaleta kucana.
Szpital został zbudowany w latach 1853–1861 jako Asylum for the Insane (azyl dla umysłowo chorych), zastępując dawny azyl w Villa Franconi. W 1928 przemianowano go na Hospital for Mental Diseases (szpital dla chorych psychicznie), a w 1967 na obecną nazwę. W 2024 powstał plan zamknięcia szpitala.

## Historia
Przed otwarciem szpitala Mount Carmel, chorzy psychicznie pacjenci Malty przebywali w azylu dla umysłowo chorych w Villa Franconi we Florianie, który otwarto w 1835. W połowie XIX wieku zakład ten był już przepełniony, a w 1851 komisarze instytucji charytatywnych i lekarz wizytujący zalecili jego przeniesienie. We wrześniu 1852 za pośrednictwem Malta Government Gazette rząd ogłosił konkurs na projekt nowego ospizio i zakładu dla umysłowo chorych.
Spośród sześciu zgłoszonych projektów wybrano propozycję włoskiego uchodźcy Francesco Cianciolo. Szacunkowy koszt projektu wynoszący 40 000 funtów uznano za wygórowany, dlatego przygotowano poprawioną propozycję, która obejmowała zakład dla umysłowo chorych, ale już nie ospizio, zmniejszając szacowany koszt do 14 000 funtów. Wybrano teren położony w granicach Attard, a budowę rozpoczęto we wrześniu 1853. Po rozpoczęciu prac okazało się, że projekt Cianciolo nie uwzględniał podstawowych potrzeb i został splagiatowane z planów Wakefield Asylum w Anglii z 1818. To odkrycie rzuciło cień na kwalifikacje zawodowe Cianciolo, a w trakcie budowy konieczne było wprowadzenie dalszych zmian w projekcie. Jako konsultanta projektu budowy zaangażowano angielskiego architekta Williama Scampa.
Budynek – oficjalnie znany jako Asylum for the Insane (azyl dla obłąkanych), w niektórych źródłach był nazywany również Asylum for Imbeciles (azylem dla imbecyli) lub Lunatic Asylum (azylem wariatów) – został ukończony w 1861, a wszystkich 253 pacjentów z Villa Franconi przeniesiono do niego 16 lipca 1861. Od samego początku miejsce okazało się niewystarczające, ponieważ zostało zaprojektowane tak, aby pomieścić tylko 180–200 pacjentów. Złożono propozycje powiększenia azylu, ale początkowo nie zostały one wdrożone, a w 1864 podjęto wysiłki w celu ograniczenia przyjęć. Mimo to liczba pacjentów wzrosła do 337 w 1867 i do 404 w 1884.
W sierpniu 1887, podczas epidemii na całej wyspie w zakładzie wybuchła cholera, co w 1889 skłoniło rząd do podjęcia starań o powiększenie budynku. W 1892 dobudowano kolonię rolniczą, a plany i zdjęcia powiększonego zakładu wystawiono w 1893 na World’s Columbian Exposition w Chicago, podczas której placówce przyznano medal i certyfikat zasługi. Prace kontynuowano, dodając izbę chorych do oddziału żeńskiego w 1894 oraz izbę chorych i oddział obserwacyjny do oddziału męskiego w 1899. W międzyczasie liczba pacjentów nadal rosła, osiągając 653 w 1898.
Blok dla pacjentów kryminalnych płci męskiej został ukończony w 1909. 2 marca 1928 placówka została przemianowana na Hospital for Mental Diseases (Szpital chorób psychicznych), w 1932 do bloku żeńskiego dodany został oddział Toledo. 16 lipca 1967 szpital został przemianowany na Our Lady of Mount Carmel Hospital (Szpital Matki Bożej z Góry Karmel) i działał przez cały XX i XXI wiek jako jedyny szpital psychiatryczny na Malcie.

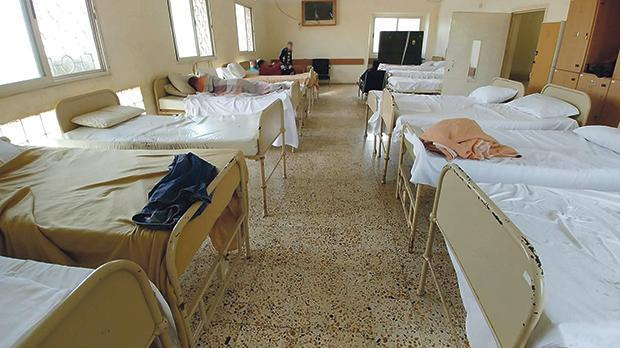
Wnętrze jednego z oddziałów szpitalnych

Warunki panujące w szpitalu były szeroko krytykowane w latach drugiej i trzeciej dekady XXI wieku. W 2016 Komitet ds. Zapobiegania Torturom skrytykował atmosferę i warunki materialne, a w tym samym roku zamknięto niektóre oddziały, uznając je za niebezpieczne. Audyt z 2018 wykazał, że szpitalowi brakowało odpowiedniego finansowania, personelu i środków bezpieczeństwa, a przed 2019 sufity wielu oddziałów zostały uznane za niebezpieczne, a łóżka pacjentów przeniesiono na korytarze. W 2018 poinformowano, że na naprawę i modernizację szpitala Mount Carmel przeznaczono 30 milionów euro, podczas gdy opracowywano plany budowy nowego szpitala psychiatrycznego sąsiadującego ze szpitalem Mater Dei. We wrześniu 2022 Fundacja Usług Medycznych złożyła wniosek o pozwolenie na budowę w celu wyburzenia jednego z niezdatnych do użytku oddziałów szpitala Mount Carmel i zastąpienia go nowoczesnym oddziałem, z zachowaniem fasady z XIX wieku.

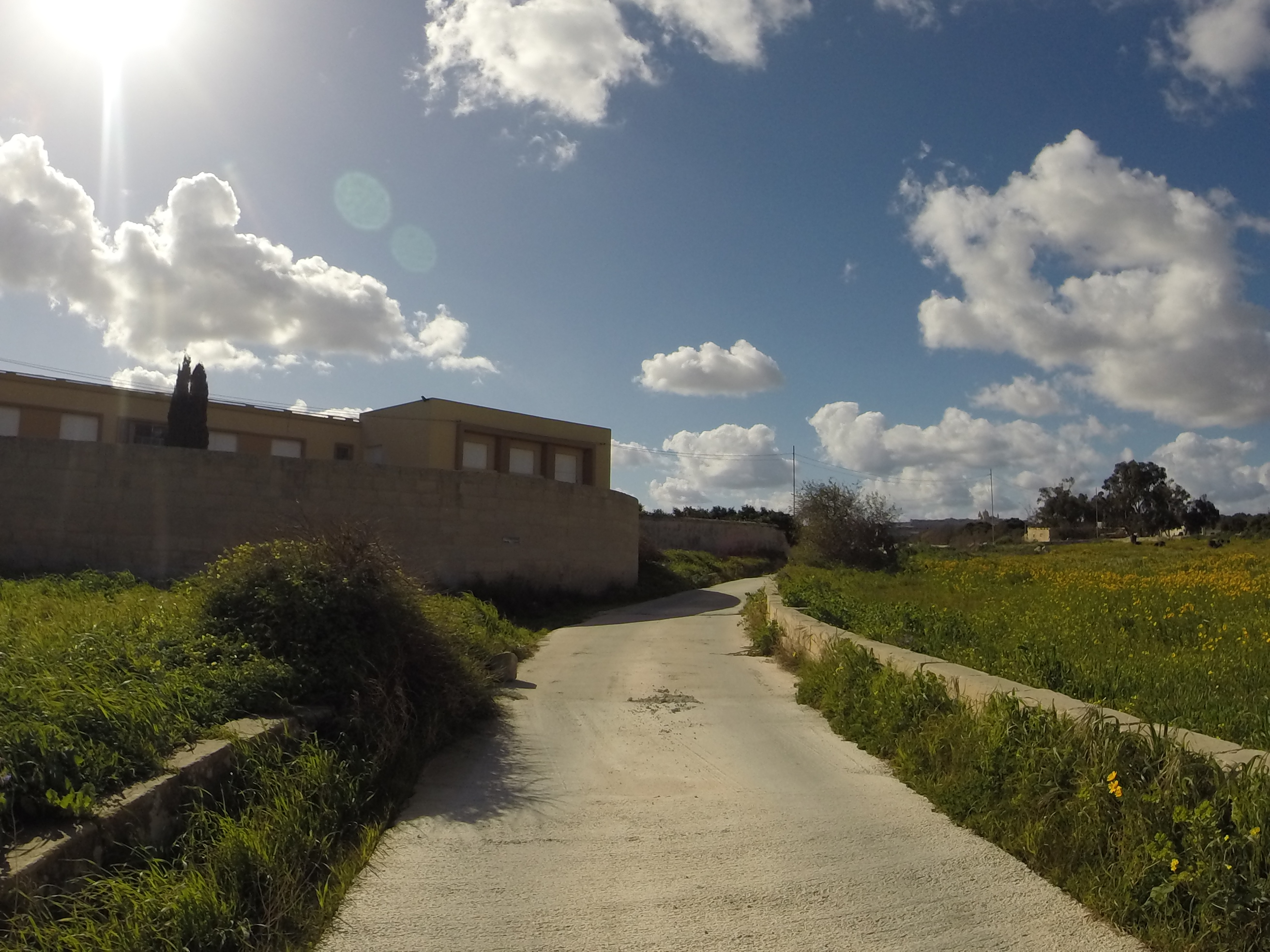
Otoczenie szpitala w 2015

W maju 2024 minister zdrowia Jo Etienne Abela stwierdził, że szpital Mount Carmel nie nadaje się już do pełnienia swojego celu i planowane jest jego zamknięcie po przeniesieniu usług zdrowia psychicznego do jednostki w szpitalu Mater Dei. Planowane jest również przeniesienie pacjentów z Mount Carmel do kilku innych placówek rządowych i prywatnych. Projekt zostanie podzielony na trzy etapy, w ramach których szpital zdrowia psychicznego będzie stopniowo wycofywany z użycia, a pacjenci zaczną być przenoszeni w ciągu najbliższych kilku tygodni. Co najważniejsze, projekt obejmie rozwój nowego ostrego oddziału psychiatrycznego w szpitalu Mater Dei, który będzie wyposażony w najnowocześniejsze urządzenia, aby pomieścić 128 pacjentów i zapewnić dostępność usług zdrowia psychicznego w głównym szpitalu. Podano, że projekt ten zostanie ukończony w 2028. W międzyczasie opieka psychiatryczna zostanie tymczasowo przeniesiona na specjalny oddział w szpitalu Mater Dei.

## Architektura
Szpital został zbudowany w stylu neoklasycystycznym. Pierwotnie został zaprojektowany jako jednopiętrowy budynek z układem pawilonu-korytarza, z oddziałami wychodzącymi promieniście z dwóch centralnych okrągłych hal.
Główna brama szpitala ma rzeźbione herby Williama Reida i Johna Gasparda Le Marchant, brytyjskich gubernatorów Malty, podczas których kadencji budynek został zbudowany.